# هانا پترسون
هانا پترسون (انگلیسی: Hanna Pettersson؛ زادهٔ ۱۰ نوامبر ۱۹۸۷) بازیکن فوتبال اهل سوئد است.
از باشگاه‌هایی که در آن بازی کرده‌است می‌توان به باشگاه فوتبال کیف اوربرو دی‌اف‌اف، استاتینا آی اف، و اومئا آی‌کی اشاره کرد.